# Blåhuvad fjärilsfink
Blåhuvad fjärilsfink (Uraeginthus cyanocephalus) är en fågel i familjen astrilder inom ordningen tättingar.

## Utseende och läte
Blåhuvad fjärilsfink är en långstjärtad och slank astrild med vacker fjäderdräkt. Ovansidan är ljusbrun, undersida och stjärt ljusblå och näbben rosa. Hanen har nästan helt blått huvud, medan honan är brun på hjässan och i nacken. Honan kan förväxlas med honor av blå fjärilsfink och rödkindad fjärilsfink, men känns igen på den skära näbben. Vanligaste lätet är ett ljust "tzee-tzee".

## Utbredning och systematik
Blåhuvad fjärilsfink förekommer förekommer i sydöstligaste Sydsudan, sydostligaste Etiopien, södra Somalia, Kenya och Tanzania. Den behandlas som monotypisk, det vill säga att den inte delas in i några underarter.

## Levnadssätt
Blåhuvad fjärilsfink hittas i torr törnsavann. Där ses den ofta i småflockar, ibland med andra astrilder, även andra arter fjärilsfinkar.

## Status
Arten har ett stort utbredningsområde och beståndet anses vara stabilt. Internationella naturvårdsunionen IUCN listar den därför som livskraftig (LC).

## Bilder

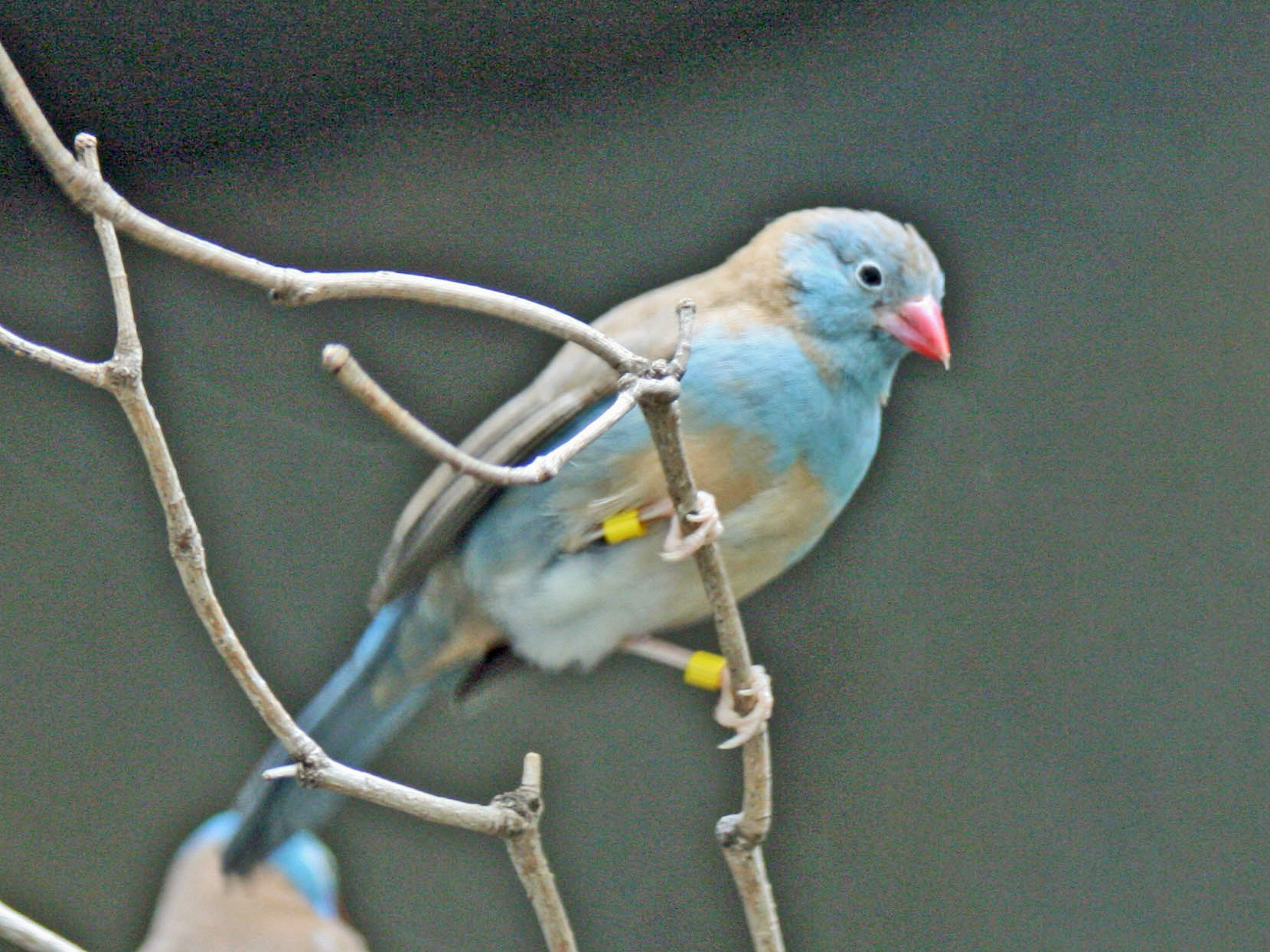
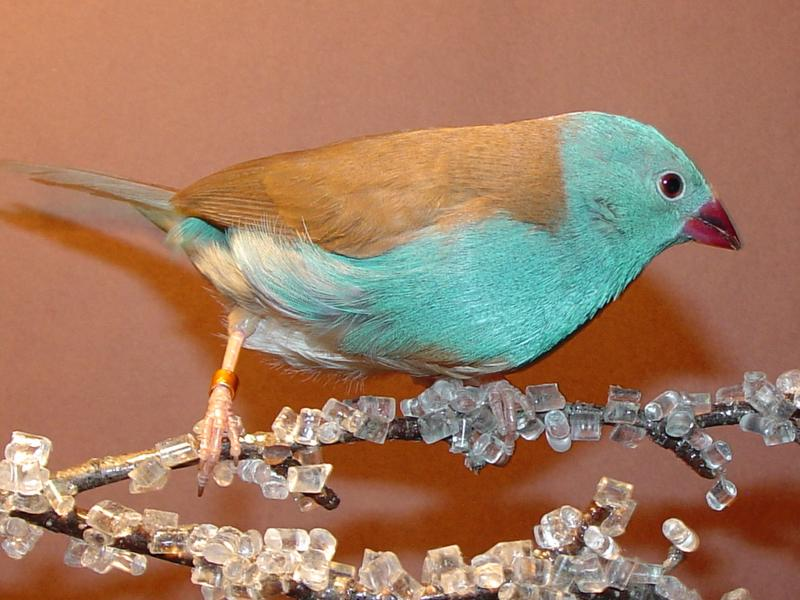
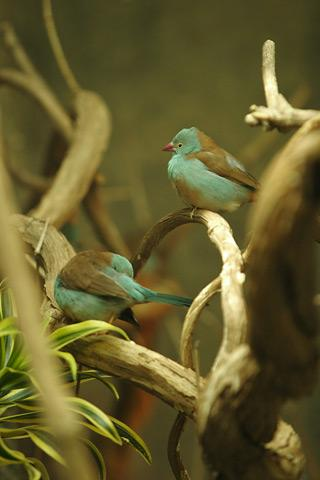
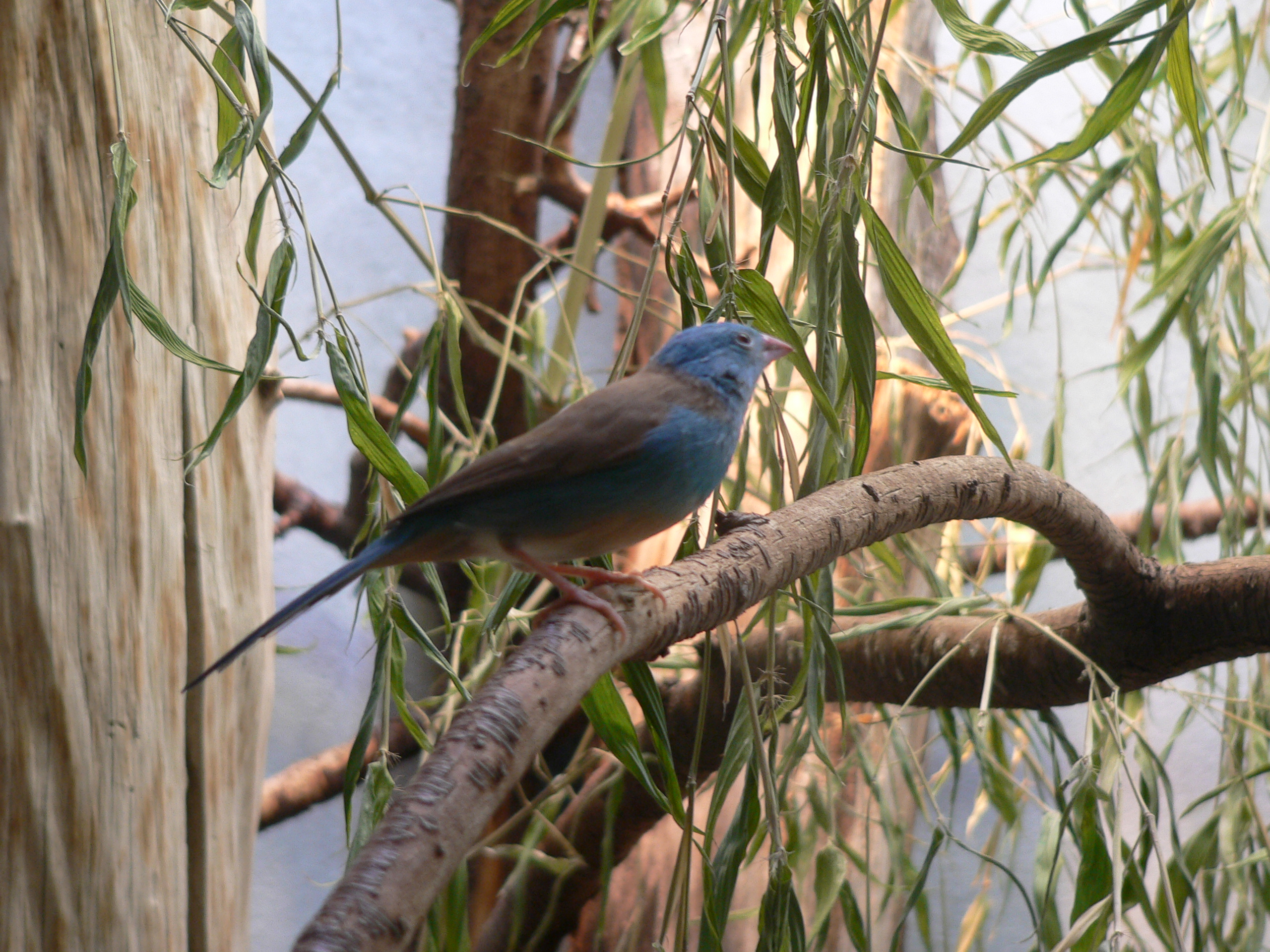